# Super Jump
Super Jump (スーパージャンプ?, Sūpā Janpu, abbreviata talvolta anche in SJ) è una rivista giapponese di manga per un pubblico seinen pubblicata da Shūeisha.

## Storia
Super Jump raccoglie le serie pubblicate sui Shonen Jump che hanno sviluppato trame ed ottenuto popolarità tali da divenire seinen, cioè indirizzate ad un pubblico più adulto. Oltre a queste, sulle sue pagine vengono anche pubblicate storie inedite come il manga HOOK?.
Prima di Super Jump, fu la rivista di breve corso Manga Allman a raccogliere alcune delle serie che oggi compaiono appunto su Super Jump nella linea chiamata "AC ALLMAN".
La rivista ha molti punti in comune con Business Jump, in quanto entrambe sono pensate prevalentemente per un pubblico di salarymen, ma Super Jump riscuote un discreto successo anche tra i giovani adulti.

## Manga pubblicati su Super Jump
- Akatsuki! Otokojuku Seinen Yo, Daishi wo Dake
- Bartender
- DESIRE 2nd season
- Golden Boy
- HOOK?
- Jin -Hitoshi-
- Ring ni Kakero 2
- Zero: The Man of Creation